# Merkenfritzerbach
Der Merkenfritzerbach ist ein gut 6 km langer linker und östlicher Zufluss der Nidder.
Zusammen mit jedem seiner beiden Quellbäche ist er um die 11 km lang.

## Geographie

### Verlauf
Der Merkenfritzerbach entsteht durch den Zusammenfluss seiner Oberläufe Gänsbach und Mühlbach in Gedern. Manche lassen den Merkenfritzerbach auch schon an der Gänsbach-Quelle beginnen. Er mündet bei Hirzenhain in die Nidder.

### Zuflüsse
- Schweinsgraben (links)

### Flusssystem Nidder
- Fließgewässer im Flusssystem Nidder

### Orte
Der Merkenfritzerbach fließt durch die Ortschaften
- Gedern
- Hirzenhain-Merkenfritz
- Hirzenhain

## Daten und Charakteristik
Der Merkenfritzerbach  ist ein silikatischer Mittelgebirgsbach. Sein Einzugsgebiet umfasst 26,5 km², aus denen über ihn im Mittel 135 l/s Wasser abfließen (MQ). Zwischen seiner Entstehung in Gedern aus  Gänsbach  und Mühlbach und seiner Mündung bei Hirzenhain fällt er um 67 m. Er ist ein Gewässer III. Ordnung. Seine beiden Quellbäche entspringen beide südlich des Vogelsberges, sein linker (Gänsbach) auf einer Höhe von etwa 475 m ü. NN und sein rechter (Mühlbach) auf etwa 478 m ü. NN.